# Joshua Harmon
Joshua Harmon (New York, 1983) è un drammaturgo statunitense.

## Biografia
Dopo aver studiato alla Northwestern University, all'Università Carnegie Mellon e alla drammaturgia alla Juilliard School sotto la supervisione di Christopher Durang. Nel 2012 la sua prima opera teatrale, Bad Jews, debuttò nell'Off Broadway, per poi andare in scena per cinque mesi a Londra nel 2016 e in Australia, Canada, Israele, Sudafrica e Germania. Nella stagione 2014-2015 fu la terza pièce più messa in scena nei teatri degli Stati Uniti.
Nel 2015 la sua seconda commedia drammatica, Significant Other, andò in scena al Laura Pels Theatre dell'Off Broadway e, date la recensioni positive, fu trasferita al Booth Theatre di Broadway nel marzo 2017, dove rimase in scena per sessantuno repliche.
La sua terza pièce, Admissions, andò in scena al Mitzi E. Newhouse Theater del Lincoln Center Theater di New York nel marzo 2018 e vinse il Drama Desk Award e l'Outer Critics Circle Award alla migliore opera teatrale. Skintight andò in scena al Laura Pels Theatre dal giugno all'agosto 2018 nell'Off Boadway, con Idina Menzel nel ruolo della protagonista.